# Riu Mat
El Mat és un riu curt d'Albània que neix prop de Martanesh, al districte de Bulqizë, travessa la part central del país; i desemboca a la mar Adriàtica al municipi de Fushë-Kuqe.

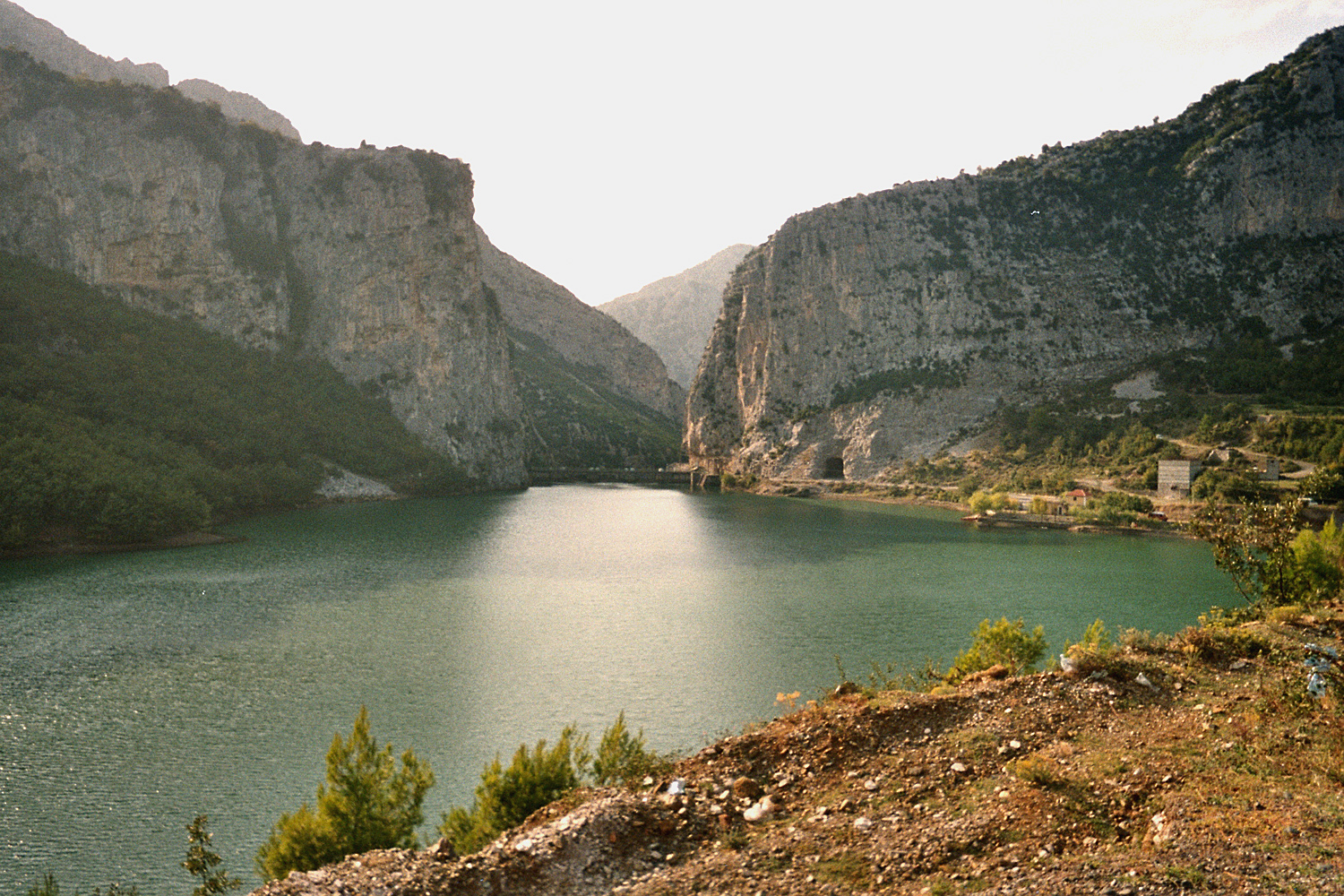
El curs superior del riu és regulat per l'embassament d'Ultzë i el més petit de Shkopet (a la foto).